# Grądzkie (Mazovie)
Pour les articles homonymes, voir Grądzkie.
Grądzkie (prononciation : [ˈɡrɔnt͡skʲɛ]) est un village polonais de la gmina de Łyse dans le powiat d'Ostrołęka de la voïvodie de Mazovie dans le centre-est de la Pologne.
Il se situe à environ 14 km au nord-ouest de Łyse (siège de la gmina), 46 km au nord d'Ostrołęka (siège du powiat) et à 142 km au nord de Varsovie (capitale de la Pologne).

## Histoire
De 1975 à 1998, le village appartenait administrativement à la voïvodie d'Ostrołęka.